# Pestszentlőrinc
Pestszentlőrinc est une ancienne localité hongroise, rattachée à Budapest en 1950. Elle forme avec Pestszentimre le 18e arrondissement. 

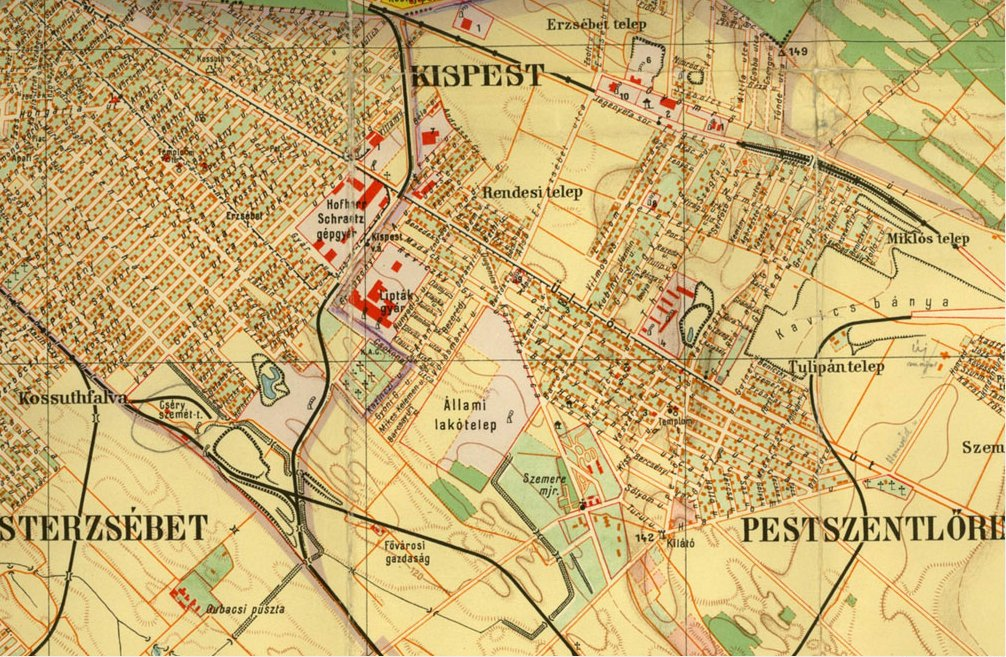
Plan de Budapest indiquant Pestszentlőrinc vers 1920
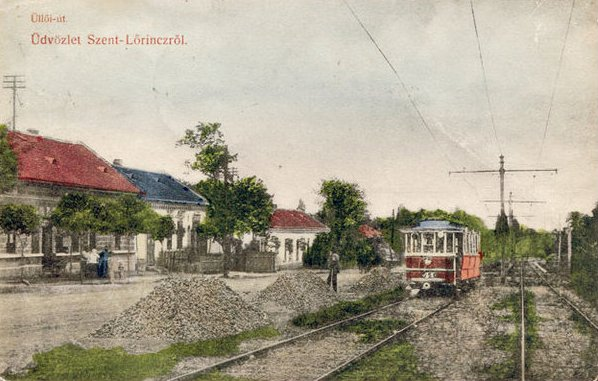
Rue d'Üllő à l'été 1900 lors de la construction du tramway
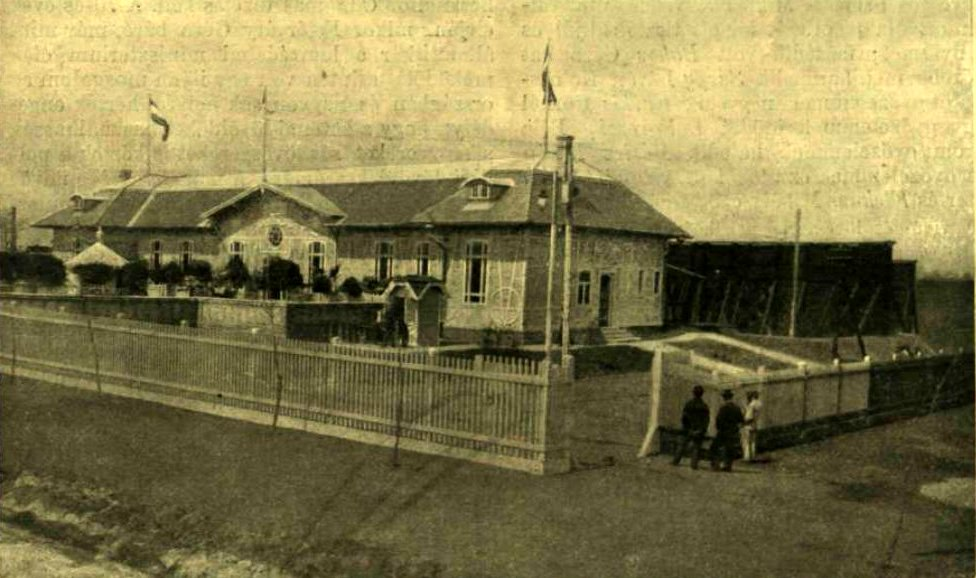
Le stand de tir (1903)
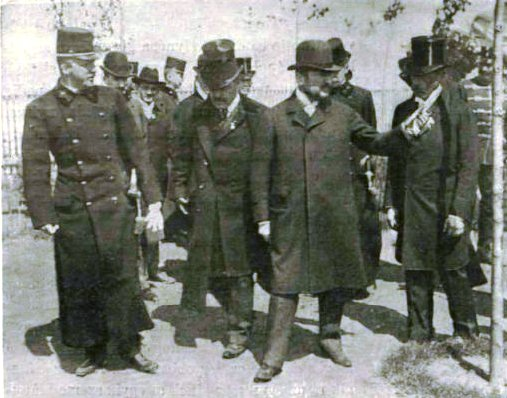
L'archiduc Joseph-Auguste de Habsbourg-Lorraine et le diplomate Miklós Szemere lors de la 3e compétition internationale de tir sur cible à Pusztaszentlőrincz (1903)
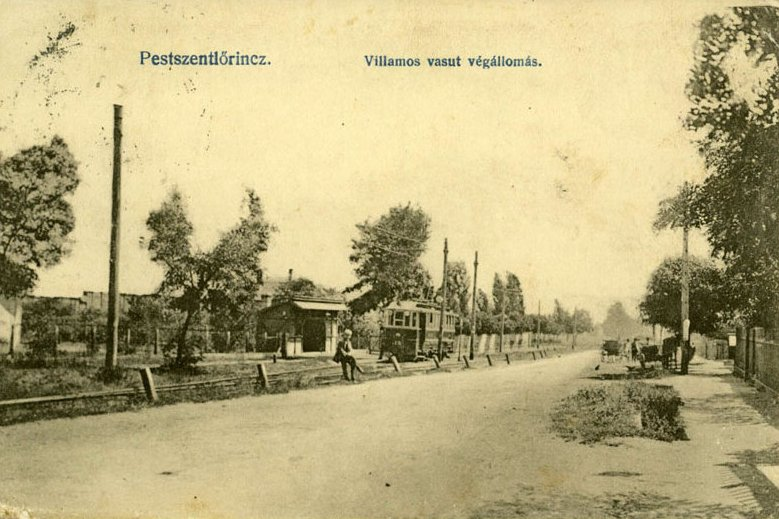
Le terminus du tram sur l'actuelle place Béke (1929)
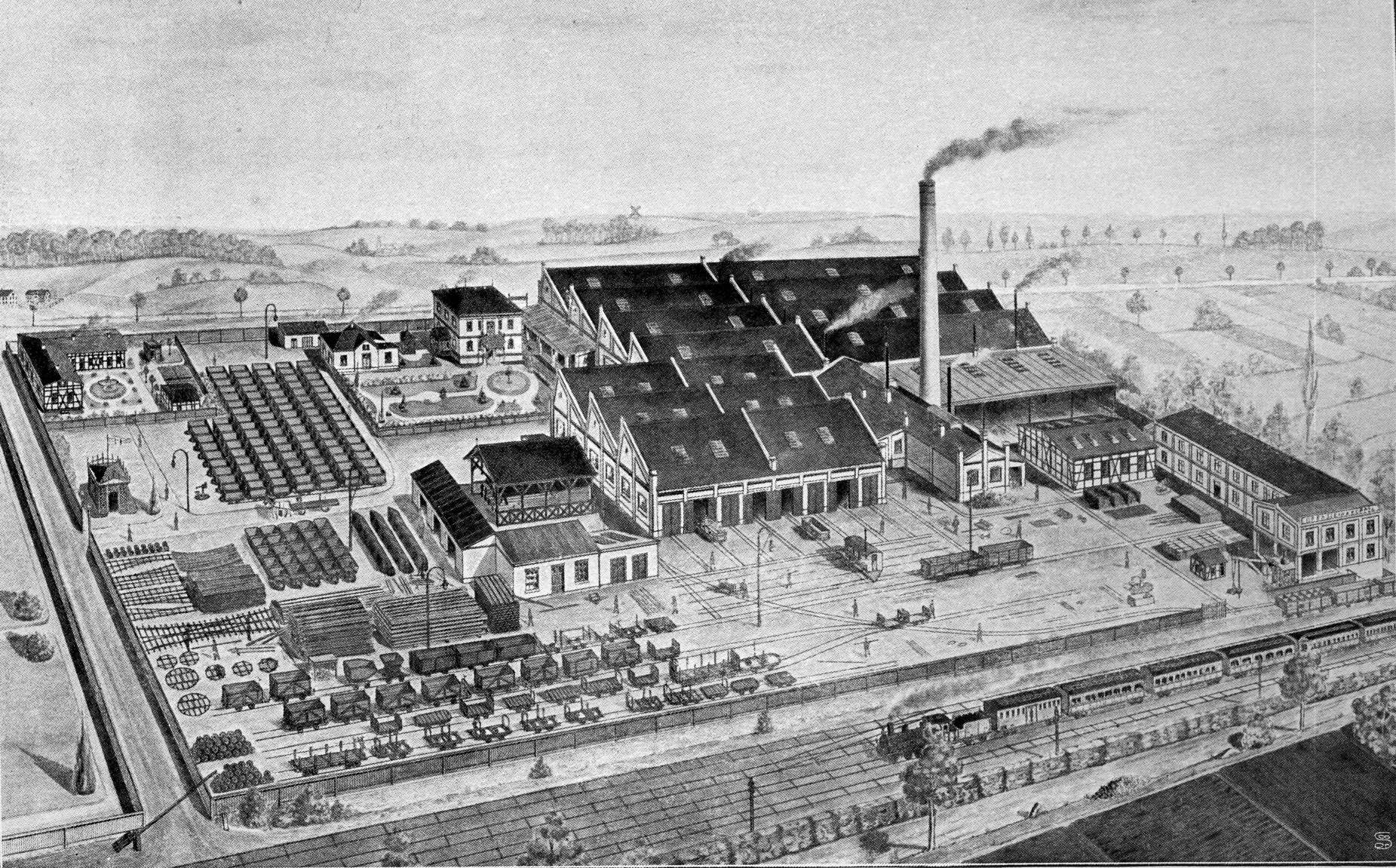
Usine à Pestszentlőrinc (avant 1914)
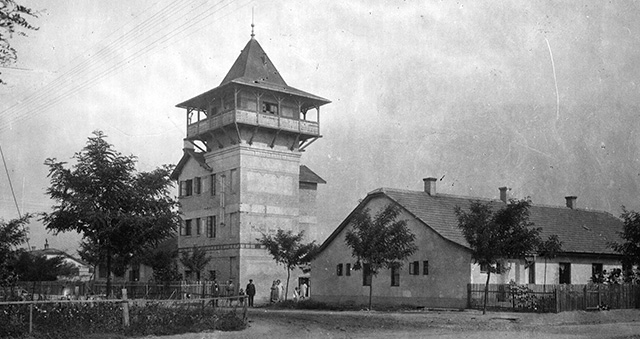
château d'eau
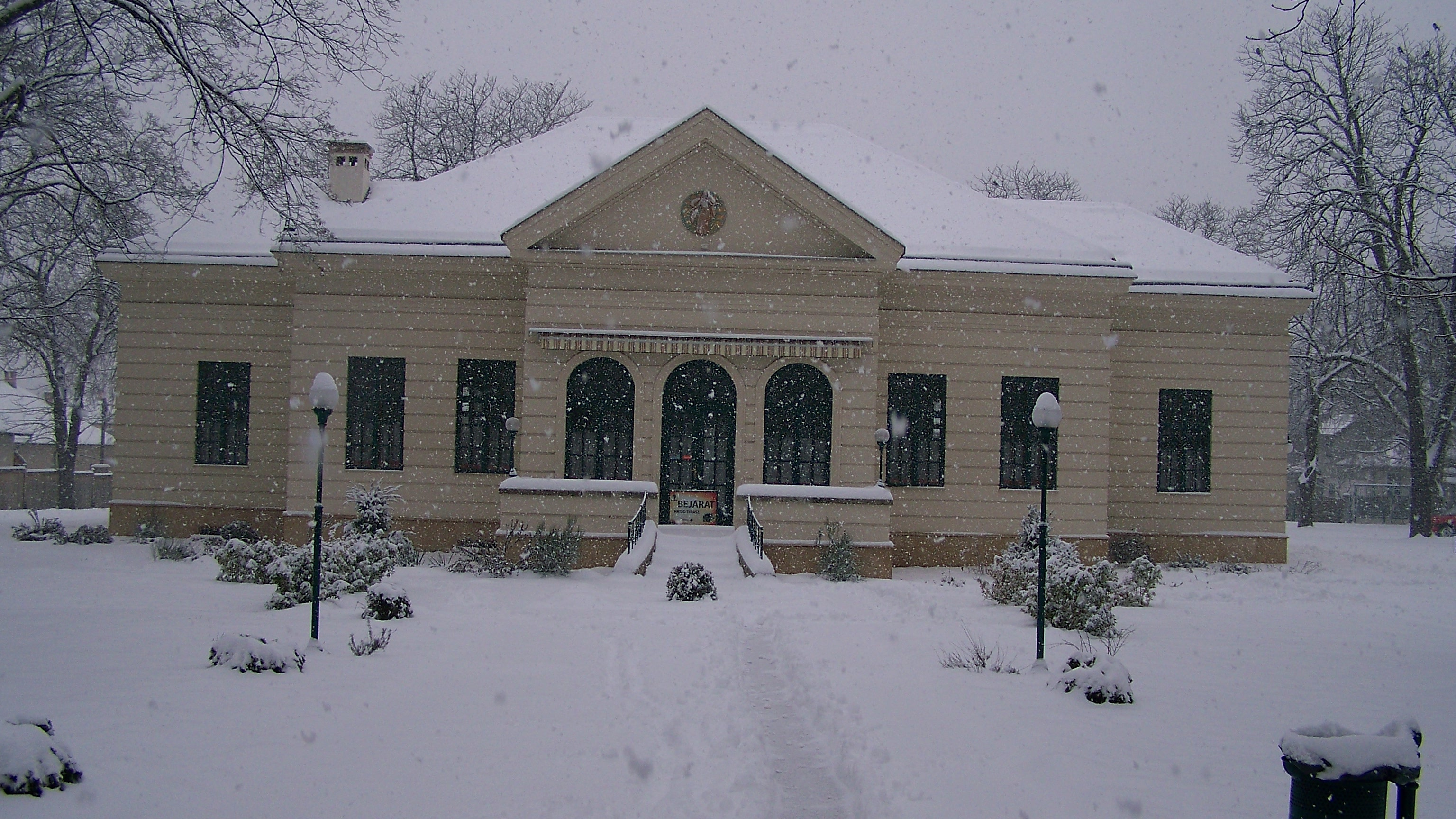
Restaurant "Tündérkert" (Jardin des Fées)